# Jalal Talabani
Jalal Talabani (n. 1933, Kelkan⁠(d), Sulaymaniyya, Irak – d. 3 octombrie 2017, Berlin, Germania) a fost un om politic irakian de etnie kurdă, care a îndeplinit funcțiile de prim-ministru (1–30 noiembrie 2003) și președinte al Irakului (7 aprilie 2005 – 24 iulie 2014).
1. ↑   https://www.bbc.co.uk/news/world-middle-east-20766440 Lipsește sau este vid: |title= (ajutor)
2. ↑  Jalal Talabani, Munzinger Personen, accesat în 9 octombrie 2017
3. ↑  Jalal (Dschalal) Talabani, Brockhaus Enzyklopädie, accesat în 9 octombrie 2017
4. ↑  Jalal Talabani, Autoritatea BnF
5. ↑  Jalal Talabani, Find a Grave, accesat în 9 octombrie 2017
6. ↑  LIBRIS, 4 octombrie 2017, accesat în 24 august 2018